# Nederlands rolstoelbasketbalteam (mannen)
Het Nederlands mannen rolstoelbasketbalteam is een team van rolstoelbasketballers dat Nederland vertegenwoordigt in internationale wedstrijden zoals het Europese kampioenschap, het wereldkampioenschap en de Paralympische Spelen. Het team valt onder de hoede van de Nederlandse Basketball Bond (NBB). Thuisbasis van het team is het Nationaal Sportcentrum Papendal van NOC*NSF.
Op het EK voor A-landen in 2009 in Turkije degradeerde het Nederlandse team en verkreeg de Europese B-status. Op het EK 2010 voor B-landen in Brno (Tsjechië) werd het team Europees kampioen bij de B-landen en komen sindsdien weer uit in de A-divisie.
Na de Paralympische spelen van 2016 is Cees van Rootselaar aangesteld als bondscoach van het Nederlands team. Na twaalf jaar niet te zijn gekwalificeerd voor de Paralympische spelen wist Nederland zich voor de spelen in Rio de Janeiro 2016 weer te kwalificeren. Daarbij eindigde het herenteam op de zevende plaats. De heren werden vierde op het EK in Tenerife van 2017 en het wereldkampioenschap in Dubai van 2022. In 2021 werden ze Europees kampioen en twee jaar later in eigen land derde.
Na een teleurstellend resultaat op de Paralympische Spelen in Parijs, waarop geen medaille werd gehaald maar een zesde plek, besloot de Nederlandse Basketball Bond (NBB) het contract met Van Rootselaar niet te verlengen. Hij werd wel geprezen voor het achterlaten van een goede ploeg met zowel gevestigde spelers als aankomende talenten.

## Erelijst
Op de erelijst staat onder meer:
| Jaar | Prestatie | Evenement                          | Plaats                 |
| ---- | --------- | ---------------------------------- | ---------------------- |
| 1960 | Zilver    | Paralympics                        | Rome (Ita)             |
| 1971 | Zilver    | Europees kampioenschap             | Kerpape (Fra)          |
| 1974 | Zilver    | Europees kampioenschap             | Kerpape (Fra)          |
| 1977 | Zilver    | Europees kampioenschap             | Raalte (Ned)           |
| 1978 | Brons     | Europees kampioenschap             | Kerpape (Fra)          |
| 1980 | Zilver    | Paralympics                        | Arnhem (Ned)           |
| 1981 | Brons     | Europees kampioenschap             | Falun (Zwe)            |
| 1984 | Zilver    | Paralympics                        | Stoke Mandeville (Gbr) |
| 1985 | Brons     | Wereldkampioenschap                | Melbourne (Aus)        |
| 1987 | Zilver    | Europees kampioenschap             | Lorien (Fra)           |
| 1988 | Zilver    | Paralympics                        | Seoul (ZKo)            |
| 1989 | Zilver    | Europees kampioenschap             | Charleville (Fra)      |
| 1991 | Zilver    | Europees kampioenschap             | El Ferrol (Spa)        |
| 1992 | *         | Paralympics                        | Barcelona (Spa)        |
| 1993 | Goud      | Europees kampioenschap             | Berlijn (Dui)          |
| 1995 | Brons     | Europees kampioenschap             | Parijs (Fra)           |
| 1998 | Zilver    | Wereldkampioenschap                | Sydney (Aus)           |
| 1999 | Brons     | Europees kampioenschap             | Roermond (Ned)         |
| 2000 | Zilver    | Paralympics                        | Sydney (Aus)           |
| 2001 | Zilver    | Europees kampioenschap             | Amsterdam (Ned)        |
| 2003 | Zilver    | Europees kampioenschap             | Sassari (Ita)          |
| 2004 | 4e        | Paralympics                        | Athene (Gri)           |
| 2006 | 4e        | Wereldkampioenschap                | Amsterdam (Ned)        |
| 2010 | **        | Europees kampioenschap (B-divisie) | Brno (Tsj)             |
| 2011 | 8e        | Europees kampioenschap             | Nazareth (Isr)         |
| 2013 | 7e        | Europees kampioenschap             | Frankfurt (Dui)        |
| 2014 | 15e       | Wereldkampioenschap                | Seoul (ZKo)            |
| 2016 | 7e        | Paralympics                        | Rio de Janeiro (Bra)   |
| 2017 | 4e        | Europees kampioenschap             | Tenerife (Spa)         |
| 2018 | 10e       | Wereldkampioenschap                | Hamburg (Dui)          |
| 2019 | 7e        | Europees kampioenschap             | Wałbrzych (Pol)        |
| 2021 | Goud      | Europees kampioenschap             | Madrid (Spa)           |
| 2022 | 4e        | Wereldkampioenschap                | Dubai (UAE)            |
| 2023 | Brons     | Europees kampioenschap             | Rotterdam (Ned)        |
| 2024 | 6e        | Paralympics                        | Parijs (Fra)           |

* 1992: gouden medaille na diskwalificatie van een speler van de VS wegens doping.
** 2010: Promotie naar de A-divisie